# 166
166（一百六十六）是165與167之間的自然數。

## 在數學中
- 合數，正因數有1、2、83和166。
質因數分解為{\displaystyle 2\times 83}。
- 虧數，真因數和為86，虧度為80。
- 不尋常數，大於平方根的質因數為83。
- 第55個半質數。前一個為161、下一個為169。
- 無平方數因數的數。
- 第77個十进制的等數位數。前一個為163、下一個為167。
- 第8個十进制的史密夫數。前一個為121、下一個為202。
- 第11個中心三角形數

## 在其他領域中
- 台灣中央氣象局氣象語音查詢專線（國語）